# Luena (Angola)
Luena é uma cidade e município, capital da província de Moxico, em Angola.
Segundo as projeções populacionais de 2018, elaboradas pelo Instituto Nacional de Estatística, conta com uma população aproximada de 320 000 habitantes.
Foi conhecida como "Vila Luso" durante o período colonial.

## História
Conhecida inicialmente pelo nome de "região Luvale", o primeiro português que viajou de Benguela para a região de Luena foi José de Assunção e Melo, em missão comercial, em 1794.

### Colonização

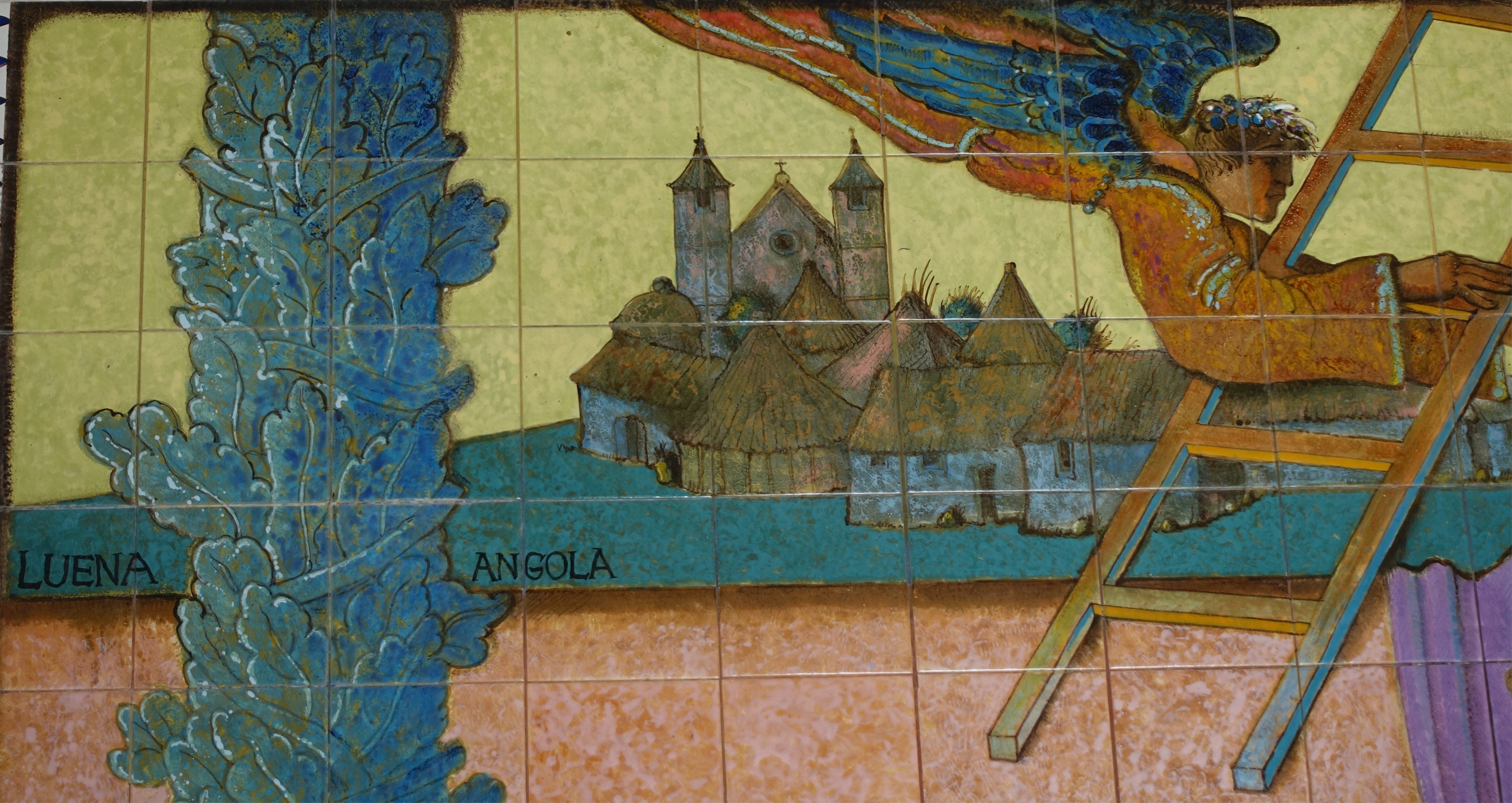
Luena do período colonial representada nos azulejos do Santuário de São Bento da Porta Aberta, em registro fotográfico de 30 de abril de 2022

A efetiva expedição de ocupação portuguesa só aconteceu em 3 março de 1895, após o tratado que firmou o Protetorado Lunda-Chócue. A missão foi chefiada pelo tenente-coronel Trigo Teixeira. Nesta expedição o militar transferiu definitivamente o Moxico-Velho para aonde atualmente está assentada a cidade de Luena, na época recebendo o nome de "Moxico-Novo". Em Moxico-Novo o tenente-coronel Trigo Teixeira estabeleceu uma Colônia Penal Militar Agrícola, que depois tornou-se a Fortaleza Ferreira de Almeida.
Em 25 de fevereiro de 1922, o Moxico-Novo passou a chamar‐se Vila Luso, em virtude da visita do governador colonial José Norton de Matos para supervisionar as obras do Caminho de Ferro de Benguela, que acabava de chegar na localidade. O nome Vila Luso era uma homenagem à cidade de Luso, em Portugal.
Em 18 de maio de 1956 as autoridades coloniais resolvem alterar o estatuto jurídico de Vila Luso dando a ela o título de cidade, mais apropriado para localidades que eram capitais distritais. No ano seguinte iniciou-se um extenso projeto de obras públicas na cidade.

### Período das guerras
Durante a Guerra de Independência de Angola, na década de 1960, partindo de Luau, Luena foi tomada pelo MPLA, numa ousada operação que expulsou os portugueses. A partir de 1973 a região começa a sofrer diversos ataques da UNITA e da Força de Defesa da África do Sul, com o MPLA perdendo o controle da cidade para o exército estrangeiro em 1975, durante a Operação Savana.
De 11 de novembro de 1975 a janeiro de 1976, já na Guerra Civil Angolana, as Forças Armadas Populares de Libertação de Angola (FAPLA) travaram grandes embates para a expulsão das tropas invasoras sul-africanas, na que ficou conhecida como "batalha do Luso". A cidade de Luena foi libertada depois de dois meses de ocupação estrangeira.
Em 1975/1976, como a cidade tinha um nome português que identificava de alguma forma esta região com o país colonizador, o governo angolano decidiu mudar o sua denominação, dando-lhe o nome do rio Luena, que banha a região.
Foi em Luena que ocorreram alguns episódios que finalizaram a Guerra Civil Angolana, sendo uma das bases de operações decisivas das Forças Armadas de Angola durante batalhas finais que levaram a morte de Jonas Savimbi, líder da UNITA, encerrando o conflito, em 2002.
Durante as guerras muitas ONG trabalharam em Luena, incluindo MSF Belgique, Jesuit Relief Service, GOAL Irlanda, Vietnam Veterans e Medair.

### Período pós-guerras
Foi na cidade de Luenda que ocorreu o mais importante dos marcos da pacificação nacional, pondo fim à Guerra Civil que assolava o país desde 1975. Em 4 de abril de 2002, numa conferência pública na cidade, foi assinado o Memorando de Entendimento do Luena — complemento aos acordos de paz de Bicesse e Lusaca —, que definiu o final definitivo do conflito.
A reforma administrativa-territorial de 2024 extinguiu o município de Moxico, com sua jurisdição sendo transferida para o novo município de Luena.

## Geografia

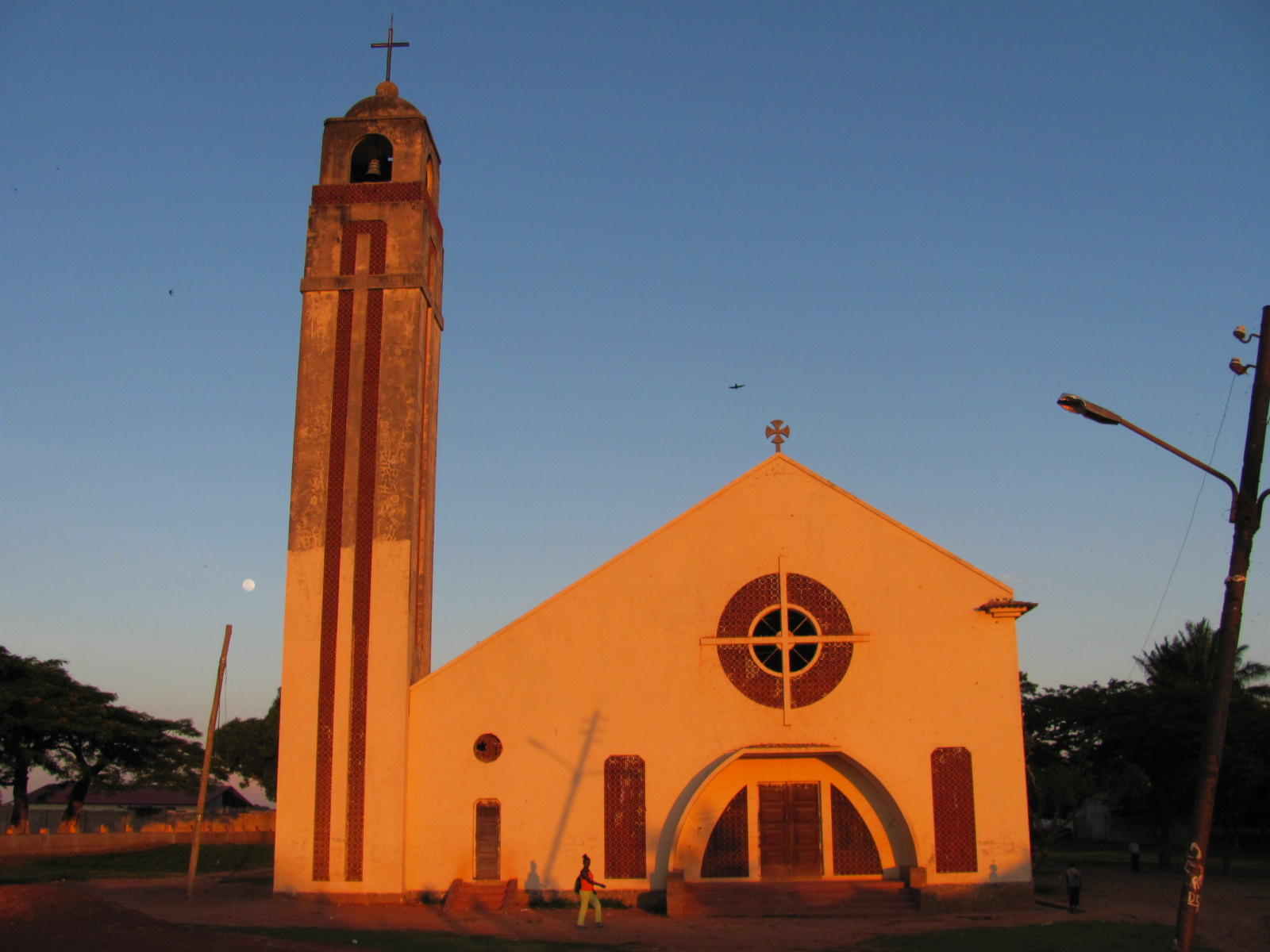
Igreja de Nossa Senhora das Vitórias do Luena, em 2011.

Segundo a classificação climática de Köppen-Geiger predomina na cidade o clima subtropical úmido (Cwa), com pluviometria média anual de cerca de 1200 mm e temperatura média de 21ºC.
A cidade situa-se numa área com altitudes médias de 1350 metros acima do nível do mar.

### Subdivisões
O município é constituído pela comuna-sede, equivalente à cidade de Luena, e ainda pela comuna de Cassongo (antiga Luatamba).
Já a cidade de Luena subdividida nos bairros de Anzaji, Popular, Mandembué, Zorro, Saíde Mingas, Santa Rosa, Sinai-Velho, Sinai-Novo, Aço, Capango, Cuenha, Chifuchi, Alto Campo e Zona Verde.

### Demografia
A capital do Moxico é habitada por diversos grupos étnicos, sendo que os mais numerosos são os chócues e ganguelas, além de grupos menores luvales, luenas, ovimbundos, ambundos, luchazes e lundas.

## Infraestrutura

### Transportes
Pela rodovia EN-250 Luena consegue acesso à Chicala, ao oeste, e; a Léua, a leste. Pela EN-180 tem-se acesso a Camanongue, ao norte, e; ao Lucusse, ao sul.
A cidade é conectada pelo Caminho de Ferro de Benguela ao Porto do Lobito, na costa atlântica angolana. É um importante corredor de escoamento da produção local, bem como para o transporte de passageiros. Também dá acesso ao Luau, no extremo-leste do país.
A cidade também é servida pelo Aeroporto Comandante Dangereux.

### Educação
A cidade do Luena possui duas instituições de ensino de grande relevo, sendo o Instituto Médio de Administração e Gestão do Luena, de nível médio-técnico, e; o Instituto Superior Politécnico do Moxico (ISP-Moxico), de ensino superior.

## Cultura e lazer
Em Luena existem alguns pontos de interesse, entre eles encontra-se a Reserva Florestal do Luena. Esta floresta ocupa uma área de 1800 Km² e é demarcada pelos rios Luena e Camege.
Algumas das principais construções de Luena são a Igreja de Nossa Senhora das Vitórias do Luena, as ruínas do Forte de Dilolo, as Ruínas do Moxico Velho e o Sítio Arqueológico do rio Cassai, onde se encontram pedras gravadas com pegadas de pessoas, animais, entre outros sinais.
Uma das principais festividades da cidade é a Procissão do Corpo de Deus, promovida pela Diocese de Luena.
A principal prática esportiva da cidade é o futebol, tanto que exite até uma equipa profissional, a Futebol Clube Bravos do Maquis, que joga seus campeonatos no Girabola.